# کیتلین کرونین
کیتلین کرونین (انگلیسی: Caitlin Cronin؛ زادهٔ ۲۲ مارس ۱۹۹۵) قایقران روئینگ اهل استرالیا است. وی از سال ۲۰۱۴ میلادی تاکنون مشغول فعالیت بوده‌است.
وی در مسابقات کشوری و بین‌المللی در مجموع برندهٔ ۱ مدال نقره، ۱ مدال برنز شده‌است.